# Tesla Model Y
Tesla Model Y — электрический кроссовер производства компании Tesla. Модель была представлена в марте 2019 года, серийное производство начато на фабрике во Фримонте в январе 2020, а поставки потребителям с 13 марта 2020. Машина представлена как кроссовер среднего класса, аналогичная таким машинам как VW Touareg, Nissan Murano, Lexus RX и её электрическому конкуренту под названием Audi E-tron. Model Y предлагается с опциональным третьим рядом сидений в семиместной конфигурации.

## Комплектация

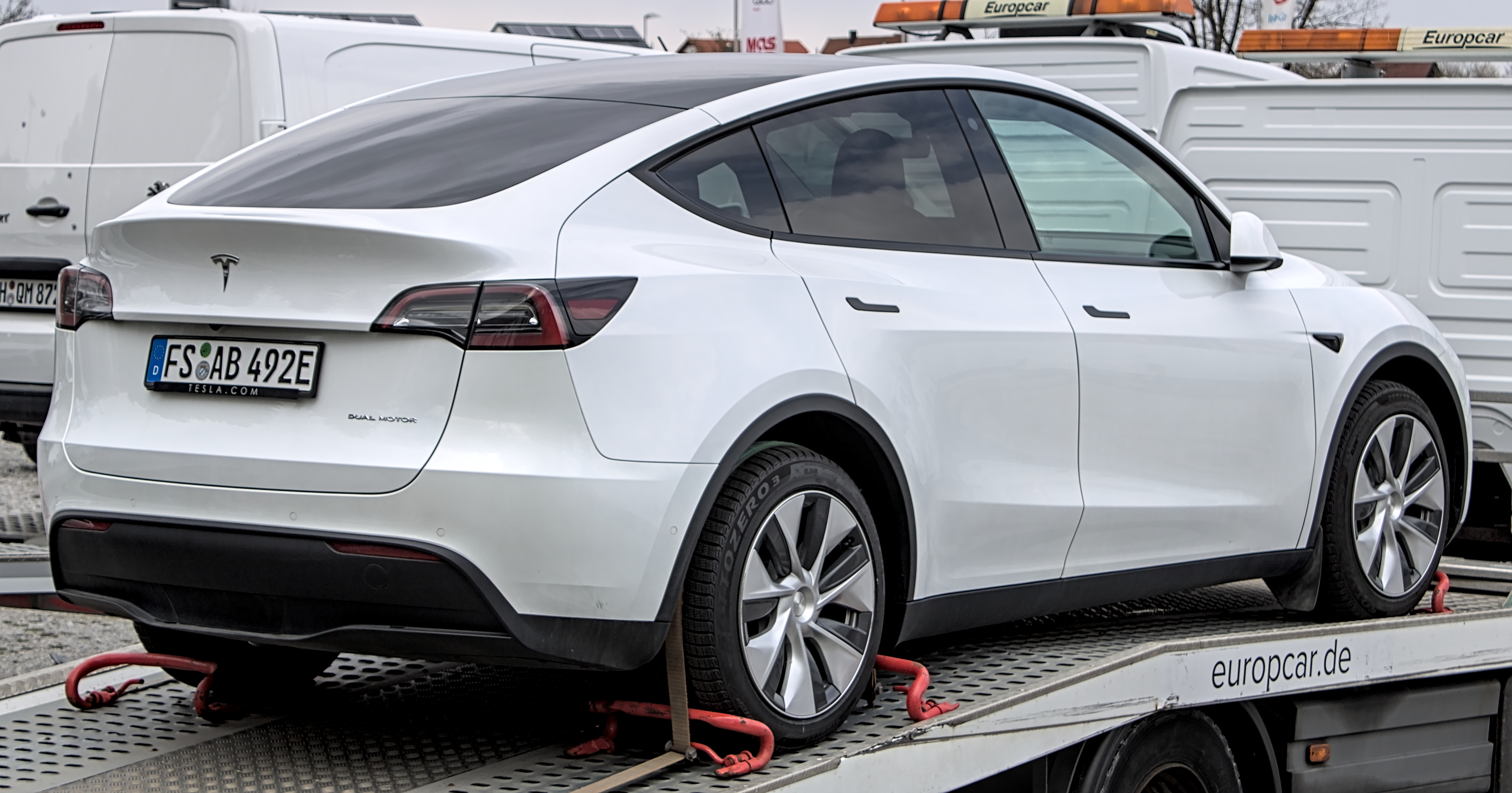
Вид сзади

Tesla предлагает две основные конфигурации Model Y:
- Long Range AWD. Разгон до 100 км/ч за 5,0 секунды. Максимальная скорость: 217 км/ч. Запас хода — 505 км.
- Performance. Разгон до 100 км/ч за 3,7 секунды. Максимальная скорость: 241 км/ч. Запас хода — 480 км.

Ранее для заказа были доступны еще две конфигурации:
- Standard Range. Разгон до 100 км/ч за 5,9 секунды. Максимальная скорость: 190 км/ч. Запас хода — 370 км.(снята с продажи).[6][7]
- Long Range RWD. Разгон до 100 км/ч за 5,5 секунды. Максимальная скорость: 210 км/ч. Запас хода — 480 км (снята с продажи).[6]

## История
В 2013 году Tesla Motors зарегистрировала торговую марку «Model Y».
15 марта 2019 года была представлена модель, анонсированы характеристики.
5 апреля был открыт предзаказ для России.
10 января 2025 года Tesla представила в Китае обновленную версию Model Y, поставки которой должны начаться в марте.

## Производство
Автомобиль производится на основном на фабрике во Фримонте. В отличие от Tesla Model 3, аккумуляторы и электромоторы будут производиться на месте сборки. Позже Model Y также будет выпускаться на заводе Gigafactory 3 в Шанхае, Китай.

## Продажи
| Год  | США     | Китай   | Европа         | Европа   | Европа | Европа   | Европа  | Турция | Австралия | Новая Зеландия | Таиланд | Тайвань | Всего     |
| Год  | США     | Китай   | Великобритания | Германия | Швеция | Норвегия | Всего   | Турция | Австралия | Новая Зеландия | Таиланд | Тайвань | Всего     |
| ---- | ------- | ------- | -------------- | -------- | ------ | -------- | ------- | ------ | --------- | -------------- | ------- | ------- | --------- |
| 2021 | 172,700 | 129,353 |                |          |        |          |         |        |           |                |         |         | 410,517   |
| 2022 | 231,400 | 315,314 | 35,551         |          | 6,550  | 17,356   | 137,608 |        | 8,717     | 4,226          | 228     |         | 759,579   |
| 2023 | 385,900 | 456,394 | 35,899         | 45,618   | 16,416 | 23,085   | 254,822 | 12,150 | 28,769    | 3,936          | 5,881   | 9,697   | 1,211,601 |
| 2024 |         | 480,309 | 32,862         |          |        |          |         | 11,534 | 21,253    |                | 881     |         |           |